# Schönwalde (Altmark)
Schönwalde (Altmark) este o comună din landul Saxonia-Anhalt, Germania.